# Kottingbrunn
Kottingbrunn là một thị trấn ở huyện Baden trong bang Niederösterreich ở nước Áo. Đô thị này có diện tích 11,63 km², dân số năm 2001 là 7170 người.

## Người dân nổi tiếng
- Henryk Jasiczek, Nhà thờ Ba La từ Zaolzie, sinh ra ở đây.